# Roberto Ivens

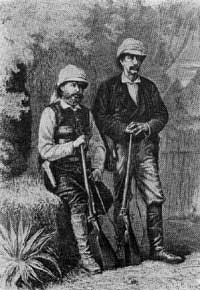
Capello und Ivens.

Roberto Ivens (* 12. Juni 1850 in Ponta Delgada, auf der Insel São Miguel, Azoren; † 29. Januar 1898 in Lissabon) war ein Offizier der portugiesischen Marine und Afrikaforscher, der Forschungsreisen in Angola und Mosambik unternahm.

## Leben
Ivens war der Sohn von Robert Breakspeare Ivens und dessen portugiesischer Frau Margarida Júlia de Medeiros Castelo Branco. Sein Großvater, William Ivens hatte sich im Jahr 1800 auf der Insel São Miguel niedergelassen und exportierte Orangen. Roberto Ivens trat er l867 in die portugiesische Marine ein und wurde 1875 zum Sekonde-, 1883 zum Premierleutnant befördert. Im Jahr 1877 wurde er, gemeinsam mit dem Offizier Hermenegildo Augusto de Brito Capello, als Begleiter Alexandre Alberto da Rocha de Serpa Pintos auf die erste portugiesische Forschungsexpedition nach Afrika entsandt. Die beiden Offiziere trennten sich im Mai 1878 in Bihé östlich von Benguela von Pinto und wandten sich nach Nordosten, um dem Quango bis zu dessen Einmündung in den Kongo zu folgen. Nach der beschwerlichen Reise kamen sie im Juni 1879 krank zurück an die Küste. In Petermanns Mitteilungen erschien im Jahr 1880 ein Reisebericht mit Karte. Einige Zeit später unternahmen sie gemeinsam eine zweite Reise nach Afrika. Hierbei gelang ihnen die Durchquerung des Kontinents. Sie waren vom 11. März 1884 in Moçâmedes an der Westküste aus gestartet und erreichten im Mai 1885 Quelimane an der Mündung des Sambesi. Auf ihrer Expedition erschlossen sie das Gebiet zwischen Kunene und dem oberen Sambesi, kartierten die Wasserscheide zwischen Sambesi und Kongo und erforschten die Quellgebiete der Flüsse Lualaba und Luapula. In Petermanns Mitteilungen wurde 1887 wiederum ein Reisebericht mit Karte veröffentlicht. Ivens war auf dieser Reise schwer an Malaria erkrankt und erholte sich nie mehr vollständig.

## Werke (Auswahl)
- mit Capello: De Benguella ás terras de Iácca; descripção de uma viagem na Africa central e occidental. Comprehendendo narrações, aventuras, e estudos importantes sobre as cabeceiras dos rios Cu-nene, Cu-bango, Lu-ando, Cu-anza e Cu-ango, e de grande parte do curso dos dois ultimos …. 2 Bände, Imprensa nacional, Lissabon 1881  /archive.org, archive.org – Beschreibung der ersten Reise von Benguela nach den Jaculändern.
- mit Capello: De Angola à Contra Costa. 2 Bände, 1886 (archive.org, archive.org – Beschreibung der zweiten Reise quer durch Afrike mit 6 Karten).